# Lykkens Blændværk
|  | Denne artikel er oprettet af botten PalnaBot ud fra en ekstern database. Den kan derfor have sproglige fejl eller mangler. Denne skabelon kan fjernes efter kontrol af indholdet. |

Lykkens Blændværk er en film fra 1919 instrueret af Emanuel Gregers efter manuskript af Emanuel Gregers.